# شاقة (بابا امان)
شاقة (بالفارسية: شاقه) هي قرية تقع في إيران في قسم بابا امان الريفي. يقدر عدد سكانها بـ 0 نسمة بحسب إحصاء 2016.